# Лейтоніт
Лейтоні́т (рос. лейтонит, англ. leightonite, нім. Leightonit m) — мінерал, водний сульфат калію, кальцію і міді острівної будови. Знайдений в 1938 році (Ch. Palache) в родовищі Чукікамата (Чилі). Названий на честь чилійського мінералога Т. Лейтона.

## Опис
Хімічна формула: K2Ca2Cu[SO4]4·2H2O. Містить (%): K2O + Na2O — 14,68; CaO — 17,45; CuO — 12,39; SO3 — 49,87; H2O — 5,61.
Ізотипний з полігалітом.
Сингонія триклінна. Вид пінакоїдальний, псевдоромбічний.
Форми виділення: пластинки або голки, витягнуті вздовж [001], рідше ізометричні кристали, зустрічається також у вигляді поперечноволокнистих прожилків.
Спайності не має.
Густина 2,95. Молекулярна маса 705.73.
Твердість 3,5.
Колір блідий водяно-блакитний до зеленувато-синього. Мінерал прозорий до напівпрозорого. Блиск скляний. Дисперсія оптичних осей дуже слабка.

## Родовища
У природі зустрічається у вигляді поперечноволокнистих прожилків і кристалів, у відкритих тріщинах — разом з атакамітом і кренкітом.